# Fortezza di Rupel
La fortezza di Rupel o forte di Rupel (in greco Οχυρό Ρούπελ) è una struttura militare a difesa delle omonime gole, situata nei pressi della cittadina di Sidirókastro, nel nord della Grecia.

## Geografia
La gola di Rupel è un passo situato tra i monti Belasica a ovest e i monti Rodopi meridionali a est, attraversato dal fiume Struma. È una delle rare vie di comunicazione tra la pianura di Struma a sud e i territori della Bulgaria e dell'est della Repubblica della Macedonia del Nord, e costituisce quindi un importante passaggio strategico.

## Storia
Ubicato vicino all'odierno confine greco-bulgaro, il forte fu costruito dopo la seconda guerra balcanica nel 1914.
Durante la prima guerra mondiale, il forte fu preso dalle truppe bulgare nel maggio 1916 prima di essere ripreso l'anno successivo. Durante la seconda guerra mondiale, il forte fu invaso dai tedeschi (e dai loro alleati) durante la campagna di Grecia e poi liberato nel 1944.
Oggi la fortezza di Rupel è un piccolo museo, aperto solo in occasione dell'anniversario della cattura del forte, tra il 6 e il 9 aprile di ogni anno.